# Sihem Aouini
Sihem Aouini (arabe : سيهام العويني), née le 9 juin 1982, est une handballeuse tunisienne. Elle mesure 1,85 m pour 72 kg.